# Howard Marks
Howard Marks (13 de agosto de 1945 - 10 de abril de 2016) fue un autor, profesor y uno de los iconos del narcotráfico mundial, distribuidor de cannabis (hachís). Era conocido por sus clientes como Mr. Nice, ya que era una persona carismática que afirmó nunca haber utilizado la violencia en sus negocios con las drogas.

## Primeros años  y educación
Nació en Gales (Gran Bretaña) el 13 de agosto de 1945, y asistió a la escuela primaria Garw, en Pontycymer. En su adolescencia estudió Ciencias Naturales en la Universidad de Oxford (1964-1967), Física en la Universidad de Londres (1967-1968) y Filosofía de la Ciencia en la Universidad de Sussex (1969-1970).

### Inicios en la venta de cáñamo
En la universidad conoció el cannabis.
En su última etapa como estudiante universitario fue cuando probó por primera vez de la mano de Denys Irving, lo que consideraría oro verde, dándole a la marihuana una importancia espiritual equivalente al valor material del oro.
Dispuesto a hacer este hallazgo accessible al público, se transformó poco a poco, sin proponérselo y mediante una serie de accidentes afortunados, en uno de los mayores distribuidores a nivel internacional.

### Mr. Nice, distribuidor de cannabis y hachís
Howard Marks quedó seducido por la idea de dar a conocer esta sustancia en el ámbito público, para que todo el mundo pudiera consumirla a un precio accesible. En este momento la vida de Marks da un giro, y pasa a ser conocido como Mr.Nice: sus clientes le apodaron así por su inteligencia y su actitud pacífica, ya que nunca hizo uso de la violencia durante su época como distribuidor de cannabis y hachís, llegando a controlar un 10% del tráfico global.
Mr. Nice, en la cumbre de su carrera, era capaz de trasladar treinta toneladas de marihuana desde Pakistán o Tailandia hasta Estados Unidos y Canadá. La lista de contactos que manejaba era diversa, contando con organizaciones como la Mafia, el IRA, la CIA y el MI6.[cita requerida]
Cabe destacar la manera altruista en la Administración de Ejecución de Medicina Americana.

## Imperio de la droga
Aunque se involucró con las drogas en la universidad, sólo vendía cannabis a sus amigos o conocidos hasta que en 1970 le convencieron para que ayudara a Graham Plinston, que había sido detenido en Alemania por cargos de tráfico de drogas. A través de Plinston conoció a Mohammed Durrani, un exportador de hachís paquistaní descendiente de los Durranis que habían dirigido Afganistán en el siglo XIX. Con Plinston entre rejas, Durrani le ofreció a Marks la oportunidad de vender la droga a gran escala en Londres, y éste aceptó la propuesta y formó una sociedad a cuatro bandas con Charlie Radcliffe, Charlie Weatherly y un traficante llamado Jarvis. Durrani nunca se puso en contacto con ellos, por lo que el grupo adquirió pequeñas cantidades de hachís de diversas fuentes y comenzó a vender la droga en Oxford, Brighton y Londres. Después de seis meses, regresó a Alemania para ayudar a sacar a Plinston de la cárcel. Marks era un medio útil para transferir dinero, ya que no tenía antecedentes penales.
Plinston, ya libre, le dio a Marks un trabajo como transportista de hachís en Fráncfort; Marks, a su vez, contrató a un contrabandista neozelandés llamado Lang como conductor. Tras pagar a Marks 5.000 libras por su trabajo en Fráncfort, Plinston vendió hachís a Marks y a sus tres amigos (Radcliffe, Weatherly y Jarvis) en Londres; al vender 650 kg (1.430 lb) en una semana, los cuatro hombres obtuvieron un beneficio de 20.000 libras. Durrani organizó entonces el contrabando de hachís en los muebles de los diplomáticos paquistaníes que se trasladaban a Londres; Marks interceptaría los muebles para encontrar la droga; este acuerdo le reportó un beneficio de 7.500 libras. Marks amplió su empresa y contrató a dos amigos de Gales, Mike Bell y David Thomas, para que escondieran la droga y ayudaran a transportarla. La banda no estaba satisfecha con el reparto de los beneficios (el 80% del dinero que ganaban iba a parar a Durrani) y se puso en contacto con James McCann, un traficante de armas del Ejército Republicano Irlandés Provisional (IRA). Marks y Plinston convencieron a McCann para que introdujera hachís en Irlanda desde Kabul, que luego transportarían en ferry a Gales y a Inglaterra. McCann introduciría la droga en Irlanda a través del puerto franco del aeropuerto de Shannon utilizando sus conexiones con el IRA; Marks evitó la atención de la Agencia Tributaria creando un rastro de papel que indicaba que obtenía su dinero de la venta de sellos y vestidos.
En 1972, ganaba 50.000 libras con cada envío A finales de año, Hamilton McMillan, del Servicio Secreto de Inteligencia (MI6), un amigo de la Universidad de Oxford, se puso en contacto con Marks para que trabajara para el MI6 por sus conexiones en los países productores de hachís del Líbano, Pakistán y Afganistán, por su capacidad para seducir a las mujeres y por sus contactos con el IRA. Al año siguiente, Marks empezó a exportar cannabis a Estados Unidos a la Hermandad del Amor Eterno, ocultando la droga en los equipos musicales de grupos de pop británicos ficticios que supuestamente iban a hacer una gira por el país; además, amplió sus operaciones con otros contrabandistas y otros métodos de tráfico, utilizando a menudo sus conexiones en Oxford. Como McCann corría el riesgo de ser ejecutado por el IRA en caso de que el MI6 les informara de su implicación en las drogas, Marks abandonó entonces la operación de contrabando en el aeropuerto de Shannon. Tras el asunto Littlejohn, el MI6 cesó su relación con Marks, mientras que su operación en Estados Unidos llegó a su fin después de que la policía abriera un altavoz lleno de cannabis y detuviera al miembro de la banda James Gater, lo que provocó otras detenciones en Europa. Marks fue detenido por la policía holandesa en 1973, pero se libró de la fianza en abril de 1974; la prensa británica lo convirtió entonces en una figura conocida a nivel nacional, informando de que se temía que fuera secuestrado por el IRA por sus conexiones con el MI6. Con la mayor parte de su fortuna confiscada por las autoridades, se dirigió a Italia, donde vivió en una Winnebago durante tres meses antes de regresar a Inglaterra en secreto en octubre de 1974. En ese momento comenzó una relación con Judy Lane; la pareja se casó en 1980 y tuvieron tres hijos juntos. Anteriormente había mantenido una relación de cinco años con Rosie Lewis, con la que tuvo una hija.
En los 80 ya tenía cuarenta y tres apodos, más de ochenta líneas telefónicas y veinticinco empresas en todo el mundo, entre ellas un banco, con el afán de blanquear dinero.[cita requerida]
En 1984, se le pidió que vendiera cannabis por valor de $300.000 a un agente de la Agencia Central de Inteligencia (CIA) que buscaba financiar y armar a los muyahidines en su guerra contra la ocupación soviética (Operación Ciclón). El contacto del agente en el barco de la APL sufrió un ataque al corazón y murió en el viaje a EE.UU., dejando la droga en manos de funcionarios estadounidenses; posteriormente, el agente huyó a Brasil para evitar ser procesado. Aunque estaba vigilado, Marks siguió ampliando sus operaciones en el mundo del hampa y montó un salón de masajes en un hotel de Bangkok con la ayuda de Phil Sparrowhawk y Lord Moynihan. En 1986 se instaló en Mallorca, y continuó ganando grandes sumas con el contrabando de hachís de Salim Malik en Estados Unidos. La DEA, mientras tanto, interceptaba los teléfonos de Marks y lo mantenía vigilado y, tras detener a Ernie Combs, estuvo a punto de desbaratar un gran cargamento de cannabis, cuando Marks recibió un chivatazo; el barco fue desviado a Mauricio y la operación abortada. Mientras seguía evitando las injerencias de la DEA, continuó ganando millones y siguió aumentando sus contactos en el mundo del hampa, descubriendo que podía utilizar las tríadas chinas para blanquear el dinero de la droga con mayor eficacia.
Años más tarde, en 1988, viviendo en la isla de Mallorca, fue detenido por las autoridades y trasladado a la prisión federal del estado de Indiana, Estados Unidos. Fue condenado a veinticinco años de prisión, quedando en libertad condicional en abril de 1995, período durante el cual escribió su autobiografía Mr.Nice, que fue un éxito de ventas.

### Carrera como escritor
Durante su estadía en la cárcel de Estados Unidos, redactó una autobiografía que generó cierto interés, por aspectos humanos, sociales y políticos. Esta autobiografía se difundió en el circuito del cannabis, en diversas partes de Europa.
En la misma, habla de sus comienzos, de cuando probó la marihuana en la universidad por primera vez y se dijo "esto es algo que vale la pena", de cómo se convirtió en un dolor de cabeza para la DEA. Fue escrita durante sus siete años de cárcel. En los hechos que describió, estuvieron involucrados funcionarios que enfrentaban el contrabando, integrantes del IRA, políticos y el Servicio Secreto.
Después del gran éxito de su autobiografía, compiló una antología con el nombre de The Howard Marks Book of Dope Stories (2001), y más actualmente, una continuación de su autobiografía, Mr Nice:Straigth Life From Wales to South America. A diferencia de su anterior libro, este se centra en una exploración más propia, y no tanto en temas centrales, como la droga en Mr.Nice.

## Vida después de la liberación

### Actuación
Actuó en la película de gánsteres Killer Bitch (2010), protagonizó la película I Know You Know (2009),[90] apareció como Satanás en la adaptación cinematográfica de 2006 de la serie de televisión Dirty Sánchez, y tuvo una aparición como cameo en la película Human Traffic (1999). Apareció como él mismo en AmStarDam (alias "Stoner Express") (2016).

### Promoción y política
Marks se presentó a las elecciones al Parlamento del Reino Unido en 1997, con el único tema de la legalización del cannabis.[93] Se presentó a cuatro escaños a la vez -Norwich Sur (contra el futuro Secretario del Interior Charles Clarke), Norwich Norte, Neath y Southampton Test- y obtuvo alrededor del 1% de los votos. Esto llevó a la formación de la Legalise Cannabis Alliance (LCA) por Alun Buffry en 1999; el partido se reformó como Cannabis Law Reform en 2011.

## Mr. Nice, la película
Mr. Nice es una coproducción de Inglaterra y España. La película fue dirigida por Bernard Rose y el reparto está compuesto por Rhys Ifans, quien da vida a Howard Marks, Luis Tosar, Elsa Pataky, Chloë Sevigny y David Thewlis. La película contrasta su vida como carismático traficante de marihuana con lo que sería su vida privada.
El rodaje se llevó a cabo en La Ciudad de La Luz, empezó en 2009 y el film se estrenó en octubre de 2010.

## Howard Marks y el público
Howard Marks se presentó a las elecciones del Parlamento Británico en 1997, con el único asunto de la legalización del cannabis. Él competía por cuatro asientos a la vez: Norwich Sur (frente al futuro ministro del Interior, Charles Clarke), Norwich Norte, Neath y Southampton Test. La votación promedio fue de más del 1%. Esto condujo a la formación de la Alianza para Legalizar el Cannabis (CLP), por Alun Buffry en 1999.
De 1999 a 2000 fue rector honorario de la Universidad de Glasgow Caledonian.[cita requerida]
El 28 de octubre de 2010, hizo una aparición como invitado, en el concurso musical de la BBC Never Mind the Buzzcocks.
Marks es la voz en off de la serie de televisión Dirty Sanchez.
También tuvo un papel como un agente de Aduanas en la película Extasis, basado en el exitoso libro de Irvine Welsh,
Hizo un cameo en la película Human Traffic (1999).
En 2010 hizo un papel de ficción en la película de gánsteres dirigida por Liam Galvin.
El 25 de enero de 2015, se anunció que Marks tenía cáncer colorrectal inoperable.  Murió de esta enfermedad el 10 de abril de 2016, a la edad de 70.
La hija de Marks, Amber Marks, es abogada y experta en farmacología.

## Obras sobre Marks
Marks fue el tema de la biografía High Time (1984) escrita por David Leigh.
Marks también fue el tema de la película Mr. Nice (2010), que lleva el nombre de su autobiografía de 1997. La película contó con Rhys Ifans como Marks y Chloë Sevigny como su esposa Judy.
En 2013, Marks contó su historia en un episodio de la serie de televisión Banged Up Abroad.

## Obras
- Mark, Howard (2001). Mr Nice (en inglés). Gales: Ediciones Cañamo. p. 444. Archivado desde el original el 2 de octubre de 2010.